# Deuxième circonscription de Siraro
La deuxième circonscription de Siraro est une des 177 circonscriptions législatives de l'État fédéré Oromia, elle se situe dans la Zone Ouest Arsi. Son représentant actuel est Guta Lachore Chake.